# Chrysobothris ephedrae
Chrysobothris ephedrae es una especie de escarabajo del género Chrysobothris, familia Buprestidae. Fue descrita científicamente por Knull en 1942.
Mide entre 6-7.5 mm. Se alimenta de Ephedra y Acacia.
Se encuentra en América del Norte.

## Subespecies
- Chrysobothris ephedrae ephedrae Knull, 1942
- Chrysobothris ephedrae vogti Knull, 1964